# 夫は還らず
『夫は還らず』（Tender Comrade）は、RKO配給による1943年のアメリカ合衆国の白黒映画である。出演はジンジャー・ロジャース、ロバート・ライアン、ルース・ハッセイ、キム・ハンター、監督はエドワード・ドミトリクである。この映画は後に下院非米活動委員会によってダルトン・トランボが共産主義のプロパガンダを広めている証拠であるとして取り上げられ、彼はその後ブラックリストに入れられた。タイトルはロバート・ルイス・スティーヴンソンの詩に由来している。

## キャスト
- ジンジャー・ロジャース
- ロバート・ライアン
- ルース・ハッセイ（英語版）
- パトリシア・コリンジ（英語版）
- マディ・クリスチャンズ（英語版）
- キム・ハンター
- ジェーン・ダーウェル
- リチャード・マーティン（英語版）

## 評価
映画は84万3000ドルの利益を上げた。